# Български орли
„Български орли“ е български игрален филм от 1941 година на режисьора Борис Борозанов. Оператор е Петър Юрицин. Музиката във филма е композирана от Георги Антонов.

## Актьорски състав
- Ирина Тасева – Зора
- Никола Икономов – Полковник Илиев
- Кирил Василев – Поручик Борис Илиев
- Кирил Касабов – Поручик Стоян Здравков
- Зора Огнева – Бласко
- Йордан Сейков – Чичо Спас
- Мария Стоянова – Рита
- Сергей Бартенев – Генералът
- Марин Тошев – Адюнтантът
- Александър Стоянов – Шпьонинът
- Стоян Евгениев – Полицейският агент
- Константин Паунов – Мъжът от кабарето
- Надя Минчева
- Лиляна Берон
- Атанас Петров
- Стефан Иванов